# Gaucher V de Chatillon

Herb Châtillon

Gaucher V de Châtillon, hrabia Porcien (ur. po 1249 w Châtillon-sur-Marne − zm. 1329) − syn Gauchera IV de Châtillon († 1261) i Izbelli de Villehardouin († 1329). 
W roku 1284 król Francji Filip III Śmiały mianował go konetablem prowincji Szampania, Jednak w tym samym jeszcze roku, w trakcie starcia z flotą aragońską, krewniak i sprzymierzeniec królów Francji Karol II Andegaweński dostał się do niewoli. Jako jeniec spędził cztery lata w Barcelonie. Gaucherowi de Châtillon udało się ostatecznie uwolnić go z aragońskiego więzienia, za co nowy król, Filip IV Piękny, nadał mu − wraz z tytułem hrabiowskim − znajdujące się w Ardenach lenno Château-Porcien. 
Od roku 1302, po klęsce pod Courtrai, pełnił obowiązki, a w 1307 oficjalnie objął stanowisko konetabla Francji, którą to godność piastował aż do śmierci pod rządami pięciu kolejnych władców.

## W kulturze
Gaucher de Châtillon pojawia się (jako postać drugoplanowa) w cyklu powieści historycznych Maurice'a Druona „Królowie przeklęci”.